# 渡り温泉
渡り温泉（わたりおんせん）は、岩手県花巻市（旧国陸奥国、明治以降は陸中国）花巻温泉郷にあった温泉。
「渡り温泉」の名称で地元のファインリゾートが運営するホテルさつきと別邸楓の2館が立地していたが、両館は2025年（令和7年）6月29日で営業を終了し、同年末から「大江戸温泉物語 プレミアムシリーズ」の一施設となる。

## 泉質
- 硫黄泉

## 歴史
志戸平温泉と大沢温泉の間の豊沢川と大沢川が合流する場所に、1990年（平成2年）に高弥建設によって施設が建設され開業した。開業時の建物は後に別邸楓となる建物であり、1996年（平成8年）にホテルさつきが建設され、以後はホテルさつき（5階建て、全56室）と別邸楓（3階建て、全45室）の2館体制となった。
2004年（平成16年）に青森市のMik（ミック）が創業者の建設グループから土地と建物を取得し、2009年（平成21年）からはその子会社のファインリゾートの運営となった。
しかし、コロナ禍の影響や人手不足、物価高騰などから、2025年6月28日のチェックインを最後に翌29日で営業を終了した（立寄入浴は6月23日で終了）。また、子会社のファインリゾートは花巻市から北上市に本社機能を移した。
2025年6月30日に土地及び建物（上記2施設）を大江戸温泉物語ホテルズ&リゾーツが取得した。改装後、同年末からは大江戸温泉物語プレミアムシリーズの一施設となる。

## アクセス
- 鉄道：東北本線花巻駅より岩手県交通バスで約35分。